# Vizantea-Livezi (gmina)
Vizantea-Livezi – gmina w Rumunii, w okręgu Vrancea. Obejmuje miejscowości Livezile, Mesteacănu, Piscu Radului, Vizantea Mănăstirească i Vizantea Răzășească. W 2011 roku liczyła 3793 mieszkańców.